# モデル生物
モデル生物（モデルせいぶつ、model organism）とは、生物学、特に分子生物学とその周辺分野において、普遍的な生命現象の研究に用いられる生物のこと。
飼育・繁殖や観察がしやすい、世代交代が早い、遺伝子情報の解明が進んでいる種が使われる。微生物では大腸菌や酵母、動物では線虫やショウジョウバエ、マウス（ハツカネズミ）、ゼブラフィッシュ、メダカ、植物ではシロイヌナズナなどがある。

## 概説
生物は進化の過程で代謝や発生などの機構を再利用してきた。つまり基本的な生命現象は進化的に保存されていると言える。例えば大腸菌の遺伝子発現の概念、出芽酵母の細胞周期の制御機構、ショウジョウバエの発生機構などは、生物一般にもヒトにもおおむね当てはめることができる。これによってモデル生物研究に有効性が与えられている。
研究に適した生物を選択し、多くの人が同一の生物を用いることで、知見の統合が容易になり、全体的な研究の効率を高めることができる。

## モデル生物の選択
モデル生物は、研究対象となる生命現象が観察しやすいこと、すなわち生物学的利点を持つことが重要である。飼育・培養が容易であること、つまり実験手法として容易であることも重要である。たとえばウニが発生学でよく使われたのは、入手や実験操作の上で容易であった事とともに、透明で内部が良く見えるためであり、この点でたとえばヒトデは向かないと云う。
目的が生物一般に共通する原理を究明するためであるから、ある意味ではどれを選んでもいいともいえる。その場合、入手の容易さや飼育培養、あるいは実験操作の容易さで選ぶ事になろう。しかし、特定の現象が特によく発達しているものを選ぶ、と云う場合もある。たとえば神経に関してヤリイカが使われるのは、太い神経繊維を持っているからである。
あまりに大きなものや、成長の遅いもの、特殊なエサが必要な生物はモデル生物として適さない。バクテリオファージがウイルスに関するモデルとなったのは、一般のウイルスが生きた細胞でしか増殖せず、細胞培養の技術が未発達な時代には使えなかった中で、培養の簡単な大腸菌で繁殖させることが出来たことも大きい。特殊な生物でも、飼育や培養の方法が確立することでモデル生物となる場合もある。真正粘菌のモジホコリはこの例である。
その生物が実社会において有用で経済的利点を持つことも重視される。これは研究結果がそのまま実用上の役に立つだけでなく、実用上の必要性から情報の蓄積が多いことも重要である。遺伝学の初期の実験がエンドウやハト、あるいはカイコなどで行われたのもこれによる。
分子遺伝学の発展以降はゲノムプロジェクトが発達し、ゲノミクスの観点から研究が行われることが増えているため、ゲノムサイズが小さいことも注目されている。
研究対象として好適な生物が選ばれることにより、研究の進行が格段に変わることは、科学史にはよく見られる現象である。例えば遺伝の研究は、初期にはエンドウやハトなど、有用動植物が使われた。しかしショウジョウバエという人間社会に直接的な利点がないものの、生活環が早く、飼育や系統化が容易である生物を選んだことで格段に進行した。遺伝子の働きの解明の際には、栄養要求が簡単なアカパンカビが選ばれている。また初期の分子生物学には、細菌に感染するウイルス、バクテリオファージを用いることで遺伝暗号の解読などが行われた。
人工癌は日本の山極勝三郎が最初にそれに成功したことで知られる。彼は他の研究者が失敗したのは早くに諦めたためとの判断で、長期の実験でこれに成功したとされるが、モデルの選択もその成功に与っている。彼はウサギを使ってこれに成功したが、それ以前の研究者の多くはラットを使った。後の研究で、ラットではこのタイプの癌の発生率が極めて低いことが確かめられた。ちなみに、ハツカネズミを使えばウサギよりさらに簡単に発生させられることも知られている。

## 代表的なモデル生物
- ウイルス: ファージ（バクテリオファージ）
- 細菌: 枯草菌、大腸菌、藍藻
- 古細菌: Halobacterium salinarum、Pyrococcus furiosus、Methanocaldococcus jannaschii、Sulfolobus solfataricus
- 菌類: アカパンカビ、出芽酵母、分裂酵母、Aspergillus nidulans
- 単細胞真核生物: 細胞性粘菌、テトラヒメナ、ゾウリムシ、シアニディオシゾン
- 多細胞動物: C. elegans、ウニ、ヒドラ、プラナリア
  - 軟体動物: ヤリイカ、アメフラシ
  - 節足動物
    - 昆虫: ショウジョウバエ、カイコ、タバコスズメガ、ミツバチ
    - 甲殻類: ミジンコ
    - 鋏角類: オオヒメグモ[2]

  - 脊索動物: ホヤ
    - 魚類: ゼブラフィッシュ、メダカ、トラフグ、マミチョグ
    - 両棲類: アフリカツメガエル、ネッタイツメガエル
    - 哺乳類: アカゲザル、リスザル、マウス、ラット
- 植物: ボルボックス、クラミドモナス
  - 被子植物: シロイヌナズナ、イネ、コムギ、ミナトカモジグサ、ミヤコグサ、タバコ

## 新たなモデル生物の開拓
研究テーマやゲノム解読の進展などに伴い、新たにモデル生物として扱われるようになる種もある。たとえばオオヒメグモは採取しやすく、2017年にゲノム解読が完了したことで、体節の研究に使われるようになった。
基礎生物学研究所は「新規モデル生物開発センター」を設けて、飼育ノウハウの研究や遺伝子解析などに取り組んでいる。アブラムシはブクネラ属細菌との細胞内相利共生、セイタカイソギンチャクはサンゴの代用、イベリアトゲイモリは高い再生力から、モデル生物として有望・有用である。